# PeerTube
PeerTube es una aplicación web de software libre, descentralizada, federada y que usa la tecnología peer-to-peer para reducir la carga de los servidores individuales al visualizar videos.
El objetivo del proyecto es proveer una alternativa a las plataformas centralizadas como YouTube, Vimeo, y Dailymotion.

## Funcionamiento
Cada nodo de PeerTube provee un sitio web para explorar y reproducir videos, y de forma normal es independiente de los demás en cuestiones de apariencia, funcionalidad y normas.
Varios nodos, con reglas en común (por ejemplo admitiendo contenido similar, requiriendo registro) pueden formar una federación, en la que comparten sus videos, y cada video es alojado solo por el nodo que lo publicó. Las federaciones son independientes unas de otras.
Los videos se distribuyen en un esquema P2P. Los usuarios conectados a la plataforma actúan como puntos de reenvío que facilitan partes del video a otros usuarios.

## Tecnología
PeerTube usa la tecnología WebTorrent. Cada nodo servidor contiene un rastreador torrent, y cada navegador que visualiza también lo comparte. Esto permite compartir la carga entre el mismo servidor y los clientes, así como el ancho de banda usado por la tecnología P2P.
El sistema opera como federación de nodos (instancias) ejecutados por entidades independientes. Cada servidor PeerTube puede alojar cualquier número determinado de videos por sí mismo, y puede además federarse con otros servidores para hacer que los usuarios vean los videos en la misma interfaz web. Esta federación permite alojar colectivamente gran número de videos en una plataforma unificada, sin tener que montar una infraestructura comparable a los gigantes del Internet. Cada servidor opera y se mantiene bajo la única administración de una entidad distinta.
PeerTube usa el protocolo ActivityPub para permitir la descentralización y compatibilidad con otros servicios fediverso, lo cual puede prevenir los bloqueos de origen de los contenidos y refuerza contra la censura.
El software se apoya en una base de datos PostgreSQL y se integra en plataformas de video bien conocidas como Reddit.